# Tatiana Pérez Ramírez
Tatiana Pérez Ramírez (Nueva York, 21 de mayo de 1988) es una educadora y política puertorriqueña afiliada al Partido Nuevo Progresista (PNP). Desde 2025, ocupa el cargo de Representante por Acumulación en la Cámara de Representantes de Puerto Rico. Adicionalmente, está afiliada al Partido Republicano de los Estados Unidos. 

## Primeros años y educación
Nació en la ciudad de Nueva York en el seno de una familia diversa, hija de un padre puertorriqueño y una madre colombiana. Creció en el barrio Cibao, en Camuy, Puerto Rico.
Estudió en el sistema de escuelas públicas del Departamento de Educación de Puerto Rico, donde desarrolló su interés por la educación y el servicio. Para financiar sus estudios universitarios, trabajó en restaurantes y supermercados. Obtuvo un bachillerato en educación especial y una maestría en gerencia y liderazgo educativo, graduándose con honores y recibiendo la medalla del rector por su excelencia académica. Posteriormente, inició sus estudios doctorales en educación y consejería.

## Carrera profesional
Ha trabajado en diversos sectores, desde el ámbito privado hasta roles en el gobierno municipal de Camuy. Como maestra en el Departamento de Educación, se destacó por su dedicación a los estudiantes con necesidades especiales, promoviendo la inclusión y la equidad en los salones de clase.
Desde 2018, tras el paso de los huracanes Irma y María, en la Administración de Servicios de Salud y Contra la Adicción (ASSMCA), se dedicó a trabajar como psicoeducadora en las comunidades más afectadas, ayudando en el proceso de reconstrucción emocional y social de las familias que lo habían perdido todo.

## Carrera política
Desde joven, estuvo afiliada al Partido Nuevo Progresista (PNP), demostrando su compromiso con los ideales de la colectividad. Aspiró a ser presidenta de la Organización Juventud PNP en Camuy, mostrando desde temprano su interés por la política. Años después, sirvió como legisladora municipal en Camuy, donde se destacó por abogar por el desarrollo comunitario y la mejora de los servicios públicos en su pueblo.
En 2023, anunció su intención de aspirar a la Cámara de Representantes por el distrito 15. Sin embargo, tras denunciar presunta persecución política al no renovársele su contrato con la Administración de Servicios de Salud y Contra la Adicción (ASSMCA), una situación que ella vinculó a su carrera primarista, tomó la decisión de cambiar su rumbo político. En un movimiento estratégico, anunció su candidatura a Representante por Acumulación bajo el PNP, recibiendo el respaldo de Jenniffer González Colón, presidenta del partido y entonces candidata a la gobernación, donde además fungió como enlace de las mujeres en su campaña.
El 2 de junio de 2024, durante las elecciones primarias del PNP, se convirtió en la única candidata no incumbente en ganar la contienda para su escaño. En las elecciones generales del 5 de noviembre de 2024, obtuvo una destacada victoria, manteniéndose en la quinta posición entre los once escaños por acumulación para la Cámara de Representantes, consolidando así su lugar como una nueva voz en la legislatura. Fue designada como presidenta de la Comisión de Educación de la Cámara de Representantes.

## Historial electoral
| Año  | Cargo                          | Tipo      | Partido | Partido | Votos  | %    | Posición | Resultado |
| ---- | ------------------------------ | --------- | ------- | ------- | ------ | ---- | -------- | --------- |
| 2020 | Legisladora municipal de Camuy | Generales |         | PNP     | 7,267  | -    | 7.ª      | Electa    |
| 2024 | Representante por acumulación  | Generales |         | PNP     | 76,949 | 6.73 | 5.ª      | Electa    |